# Інкогніто з Петербурга
«Інкогніто з Петербурга» (рос. «Инкогнито из Петербурга») — радянський ексцентричний комедійний широкоформатний художній фільм Леоніда Гайдая за мотивами п'єси «Ревізор» М. В. Гоголя, третя радянська її екранізація (1977).

## Сюжет
В одному з повітових містечок Російської імперії градоначальники чекають на приїзд столичного ревізора. Несподівано городничому Антону Антоновичу Сквозник-Дмухановському доповідають про те, що в місцевому готелі оселився якийсь підозрілий хлопець, який за всіма прикметами — той зловісний ревізор, Іван Олександрович Хлєстаков.

## У ролях
- Анатолій Папанов — Антон Антонович Сквознік-Дмухановскій, городничий
- Сергій Мігицко — Іван Олександрович Хлестаков, чиновник з Петербурга
- Нонна Мордюкова — Ганна Андріївна, дружина городничого
- Ольга Анохіна — Марія Антонівна, дочка городничого
- Валерій Носик — Лука Лукич Хлопов
- Анатолій Кузнєцов — Аммосов Федорович Ляпкіних-Тяпкін, суддя
- В'ячеслав Невинний — Артемій Пилипович Суниця, попечитель богоугодних закладів
- Леонід Куравльов — Іван Кузьмич Шпекін, поштмейстер
- Леонід Харитонов — Петро Іванович Добчинський
- Олег Анофрієв — Петро Іванович Бобчинський
- Сергій Філіппов — Осип, слуга Хлестакова
- Олександр Ширвіндт — Християн Іванович Гибнер, повітовий лікар
- Станіслав Чекан — Іван Карпович, квартальний

## В епізодах
- Тамара Совчі — Іванова
- Лев Поляков — жандарм
- С. Артамонов
- Едуард Бредун — шинкар
- Михайло Кокшенов — Держиморда
- Володимир Горюшин — слуга в трактирі
- Ірина Мурзаева — літня гостя городничого
- Сергій Кудрявцев
- Наталя Крачковська — огрядна дама в помаранчевому
- Дмитро Орловський — старий з підносом, купець
- Зоя Ісаєва
- Лариса Кронберг
- Тамара Яренко — гостя городничого
- Тетяна Ігнатова — гостя, що сміється над Сквознік-Дмухановским
- Тетяна Кузнєцова — руда гостя городничого
- І. Борисов
- В. Коваленко
- В. Бадаєв
- І. Кузін
- Віктор Уральський — Свистунов, жандарм
- Микола Горлов — диригент
- Микола Маліков
- Олександр Ігонін
- Іван Жеваго
- Григорій Михайлов
- А. Смоленський
- В. Рейшвіц
- Анатолій Голік
- Зоя Василькова — дружина Добчинского
- Олександр Малишев

## Знімальна група
- Сценаристи: Владлен Бахнов, Леонід Гайдай
- Режисер: Леонід Гайдай
- Оператор: Сергій Полуянов
- Композитор: Олександр Зацепін
- Художники: Євген Куманьков, Володимир Фабриков